# Torbjørn Yggeseth
Torbjørn Yggeseth (* 18. Juni 1934 in Asker; † 10. Januar 2010) war ein norwegischer Skispringer.

## Werdegang
Erstmals international erfolgreich war Yggeseth 1959 am Kulm, als er mit 127 Metern den Skiflug-Wettbewerb gewann. Im selben Jahr wurde er als Norwegens Sportler des Jahres geehrt. 1960 trat der für Heggedal IL startende Yggeseth bei den Olympischen Winterspielen 1960 in Squaw Valley an. Auf der Normalschanze wurde er am Ende Fünfter. Ab 1962 startete er bei der Vierschanzentournee. Bereits in seinem ersten Springen am 28. Dezember 1962 in Oberstdorf konnte er mit dem 3. Platz aufs Podium springen. Nach einem 7. Platz in Innsbruck und dem 6. Platz in Garmisch-Partenkirchen konnte er in Bischofshofen sein erstes Springen bei der Tournee gewinnen. Am Ende belegte er so den 2. Platz in der Tournee-Gesamtwertung. Bei der Norwegischen Meisterschaft von der Normalschanze in Kristiansand gewann er hinter Torgeir Brandtzæg die Silbermedaille. Für seine Erfolge wurde er im selben Jahr gemeinsam mit Astrid Sandvik, Pawel Koltschin und Alewtina Koltschina mit der Holmenkollen-Medaille geehrt.
Auch an der Vierschanzentournee 1963/64 nahm er teil und gewann das Auftaktspringen in Oberstdorf. Nach zwei eher mittelmäßigen Springen in Innsbruck und Garmisch-Partenkirchen sprang er in Bischofshofen noch einmal mit Platz drei aufs Podest und belegte so wie im Vorjahr am Ende den 2. Platz in der Gesamtwertung. Einen Monat nach der Tournee gehörte er zum Kader für die Olympischen Winterspiele 1964 in Innsbruck. Auf der Normalschanze sprang er auf den 14. Platz, den er sich punktgleich mit dem Finnen Niilo Halonen und dem US-Amerikaner Gene Kotlarek teilen musste. Von der Großschanze sprang er auf den 28. Platz. Es war sein letzter internationaler Wettkampf.
Yggseth diente in der United States Air Force als Pilot und war danach Mitglied im Skisprungkomitee der FIS. In dieser Funktion erhielt er von Marc Hodler die Genehmigung zur Einführung des Skisprung-Weltcups.
Von 1982 bis 2004 war Yggeseth Vorsitzender der Abteilung Skispringen bei der FIS, bevor er durch Jouko Törmänen abgelöst wurde. Yggeseth trat zurück, nachdem ein Streit zwischen ihm und der Springerin Anette Sagen öffentlich wurde. Er sprach sich öffentlich gegen Frauen im Skifliegen aus, obwohl er es 1996 noch gefördert hatte. Bereits 1988 geriet Yggeseth in die Kritik, als er sich offen mit den Worten „Innerhalb der FIS wünschen wir keine solche Entwicklung“ gegen den von Jan Boklöv entwickelten V-Stil aussprach. Er beabsichtigte zudem, Sprungrichter zu entlassen, die diesen Stil nicht mit einem Punkteabzug bewerteten.